# Clash of Champions 2016
Clash of Champions 2016 è stata la prima edizione dell'omonimo evento in pay-per-view prodotto annualmente dalla WWE. L'evento, esclusivo del roster di Raw, si è svolto il 25 settembre 2016 al Bankers Life Fieldhouse di Indianapolis (Indiana).

## Storyline
Il 21 agosto, a SummerSlam, Finn Bálor ha sconfitto Seth Rollins diventando il primo Universal Champion della storia. Il giorno dopo, però, Bálor ha dovuto rendere il titolo vacante a Raw a causa di un infortunio. Il 23 agosto è stato dunque indetto in un Fatal 4-Way Elimination match tra Big Cass, Kevin Owens, Roman Reigns e Seth Rollins per la riassegnazione del titolo ed è stato Owens ad aggiudicarselo grazie all'intervento di Triple H. Nella puntata di Raw del 5 settembre Rollins ha chiesto e ottenuto un match titolato per Clash of Champions contro Kevin Owens.
A SummerSlam, Kofi Kingston e Xavier Woods del New Day hanno mantenuto il WWE Tag Team Championship contro Luke Gallows e Karl Anderson per squalifica a causa dell'intervento di Big E, altro membro del New Day. Per questo è stato indetto un rematch titolato per il Raw Tag Team Championship (nuovo nome del titolo di coppia) per Clash of Champions.
A SummerSlam Charlotte ha sconfitto Sasha Banks, laureandosi nuova Raw Women's Champion. Sasha si è successivamente infortunata ma, nella puntata di Raw del 5 settembre, ha annunciato di essere tornata e chiedendo un rematch titolato per Clash of Champions. Nella puntata di Raw del 12 settembre Sasha ha confermato il suo match sconfiggendo Bayley e Dana Brooke in un Triple Threat match. Nella puntata di Raw del 19 settembre è stato annunciato che il match tra Charlotte e Sasha Banks è diventato un Triple Threat match con l'aggiunta di Bayley (poiché nel Triple Threat match del 12 settembre Sasha e Bayley si erano schienate contemporaneamente).
Nella puntata di Raw del 12 settembre Sami Zayn è stato ospite dell'"Highlight Reel" di Chris Jericho. A seguito di una serie di insulti fatti da entrambi, il segmento si è concluso con una Codebreaker di Jericho su Zayn. In seguito è stato annunciato un match tra i due per Clash of Champions.
A SummerSlam Rusev e Roman Reigns si sarebbero dovuti affrontare per lo United States Championship (detenuto da Rusev) ma il match non è nemmeno cominciato a causa della brutalità di Reigns verso Rusev, il che ha portato l'arbitro a dichiarare un no-contest. Nella puntata di Raw del 12 settembre Rusev è intervenuto per distrarre Reigns durante il suo match contro Kevin Owens, valevole per una title shot al WWE Universal Championship, attaccando l'ex-membro dello Shield con la sua Accolade. Questo ha fatto sì che il GM di Raw Mick Foley annunciasse un match per lo United States Championship tra Rusev e Roman Reigns per Clash of Champions.
A SummerSlam, Sheamus ha sconfitto Cesaro in un Single match, il primo match del Best-of-Seven Series. La sfida è proseguita nelle puntate di Raw successive che hanno visto vincitore Sheamus nelle puntate del 29 agosto e del 5 settembre, portandosi sul 3-0. Il quarto match è stato combattuto il 7 settembre in un House Show a Londra che ha visto vincitore Cesaro, portando la situazione sul 3-1. Nella puntata di Raw del 12 settembre Cesaro ha sconfitto ancora Sheamus portandosi sul 3-2. Il sesto match, avvenuto nella puntata di Raw del 19 settembre, ha visto Cesaro portarsi in parità sul 3-3. A Clash of Champions, infatti, si svolgerà il settimo e ultimo scontro tra i due per sancire il vincitore definitivo.
Il 14 settembre, TJ Perkins ha vinto il torneo del Cruiserweight Classic sconfiggendo Gran Metalik e diventando il nuovo Cruiserweight Champion. Nella puntata di Raw del 19 settembre The Brian Kendrick ha vinto un Fatal 4-Way match che includeva anche Rich Swann, Cedric Alexander e Gran Metalik, diventando il contendente nº1 al WWE Cruiserweight Championship e ottenendo un match titolato per Clash of Champions.
Il 19 settembre è stato annunciato che Alicia Fox e Nia Jax si affronteranno nel Kick-off di Clash of Champions, dopo che il loro primo incontro avvenuto a Raw il 12 settembre è terminato in un no contest.

## Risultati
| #       | Incontri                                                          | Stipulazioni                                            | Durata |
| ------- | ----------------------------------------------------------------- | ------------------------------------------------------- | ------ |
| Kickoff | Nia Jax ha sconfitto Alicia Fox                                   | Single match                                            | 04:55  |
| 1       | Il New Day (c) ha sconfitto Karl Anderson e Luke Gallows          | Tag team match per il WWE Raw Tag Team Championship     | 06:45  |
| 2       | TJ Perkins (c) ha sconfitto Brian Kendrick per sottomissione      | Single match per il WWE Cruiserweight Championship      | 10:31  |
| 3       | Cesaro vs. Sheamus è terminato in no-contest                      | Single match                                            | 16:36  |
| 4       | Chris Jericho ha sconfitto Sami Zayn                              | Single match                                            | 15:22  |
| 5       | Charlotte (c) (con Dana Brooke) ha sconfitto Bayley e Sasha Banks | Triple threat match per il WWE Raw Women's Championship | 15:28  |
| 6       | Roman Reigns ha sconfitto Rusev (c) (con Lana)                    | Single match per il WWE United States Championship      | 17:07  |
| 7       | Kevin Owens (c) (con Chris Jericho) ha sconfitto Seth Rollins     | Single match per il WWE Universal Championship          | 25:07  |